# Appartamenti papali
Appartamenti papali è la designazione non ufficiale degli appartamenti, privati, statali e religiosi, che avvolgono il cortile di Sisto V su due lati del terzo piano del Palazzo Apostolico nella Città del Vaticano.
Dal XVII secolo gli appartamenti papali sono la residenza ufficiale del papa nella sua funzione religiosa (come sommo pontefice). Prima del 1870, la residenza ufficiale del papa nel suo ruolo di sovrano temporale dello Stato Pontificio era il Palazzo del Quirinale, che oggi è la residenza ufficiale del Presidente della Repubblica Italiana. Gli appartamenti papali sono citati in italiano anche in diversi termini, tra i quali "appartamento nobile" e "appartamento pontificio".

## Descrizione
Gli appartamenti comprendono una decina di ampie sale, tra cui un vestibolo, un piccolo ufficio per il segretario particolare del pontefice, lo studio privato del papa, la camera da letto nell'angolo dell'edificio, una suite medica (che include attrezzature dentistiche e per la chirurgia d'urgenza), una sala da pranzo, un piccolo soggiorno e una cucina. Ci sono anche un giardino pensile e alloggi per le suore benedettine tedesche che gestiscono la Prefettura della casa pontificia. È dalla finestra del suo piccolo studio che il papa saluta e benedice i pellegrini in piazza San Pietro la domenica. La biblioteca privata è stata descritta come una "vasta stanza con due finestre che si affacciano su piazza San Pietro". La cappella privata del papa ha un'opera d'arte di I. H. Rosen commissionata da papa Pio XI che raffigura "due episodi della resistenza polacca (contro i tartari e contro i bolscevichi) che incorniciano il volto della Vergine nera di Częstochowa".

## Residenza
Il papa abitualmente vive negli appartamenti papali ad eccezione del periodo estivo, quando si trasferisce nelle Ville pontificie di Castel Gandolfo. Nell’ultimo secolo, Pio XI, Giovanni XXIII, Giovanni Paolo I e Giovanni Paolo II morirono negli appartamenti papali; Pio XII e Paolo VI morirono a Castel Gandolfo, mentre Benedetto XVI si dimise e visse per due mesi a Castel Gandolfo prima di trasferirsi nel Monastero Mater Ecclesiae in Vaticano, dove morì.
Papa Francesco, dopo la sua elezione, decise di non soggiornare negli appartamenti papali né in Vaticano né a Castel Gandolfo in favore di un apposito appartamento nella Domus Sanctae Marthae, utilizzando i locali del Palazzo Apostolico unicamente per le udienze ufficiali; papa Bergoglio morì a Santa Marta.
Papa Leone XIV tornerà a prendere residenza negli appartamenti papali al termine di alcuni lavori di ristrutturazione.

## Restauro
Gli appartamenti papali sono abitualmente ristrutturati in base alle preferenze di ogni nuovo papa.
Prima della ristrutturazione avvenuta nel 2005, dopo la morte di papa Giovanni Paolo II e con l'elezione di papa Benedetto XVI, gli appartamenti papali erano con "arredi antiquati e mancanza di illuminazione e grandi tamburi collocati nel contro-soffitto per catturare le perdite d'acqua". La ristrutturazione del 2005, portata avanti nei tre mesi in cui il nuovo papa si trovava nella residenza estiva di Castel Gandolfo, comprese la costruzione di una nuova biblioteca per ospitare i 20 000 libri di proprietà di papa Ratzinger (collocati esattamente nello stesso ordine in cui erano nella sua precedente residenza), miglioramenti al cablaggio elettrico (le vecchie prese elettriche da 125 volt, ritirate in Italia anni prima, vennero sostituite con prese da 220 volt) e idraulici (vennero installati nuovi tubi per sostituire quelli "incrostati di ruggine e calcare"). Il sistema di riscaldamento venne riparato e la cucina rinnovata, secondo quanto riferito con nuovi forni, fornelli e altri apparecchi donati da un'azienda tedesca. I pavimenti, che sono lastre e intarsi in marmo del XVI secolo, furono restaurati. Lo studio medico ("frettolosamente installato negli alloggi papali per il sofferente Giovanni Paolo II") fu rinnovato e ampliato per includere attrezzature per le cure odontoiatriche. Anche la camera papale fu completamente rifatta. La carta da parati e altri arredi furono rinnovati. Il progetto venne realizzato da oltre 200 persone tra architetti, ingegneri, tecnici e operai. Benedetto XVI trasferì anche diversi beni personali negli appartamenti papali, incluso un pianoforte verticale.
Si prevede che papa Leone XIV si trasferirà dopo il completamento dei lavori di ristrutturazione, che a quanto si dice includeranno la modernizzazione del bagno e la riparazione dell'umidità nelle pareti.